# Fate/Grand Order
Fate/Grand Order is een computerspel ontwikkeld door Delightworks en uitgegeven door Aniplex voor Android en iOS. Het rollenspel (RPG) is uitgekomen in Japan op 30 juli 2015. Een versie voor iOS verscheen op 12 augustus 2015.
Een arcadeversie werd ontwikkeld door Sega AM2 en verscheen in Japan op 26 juli 2018.

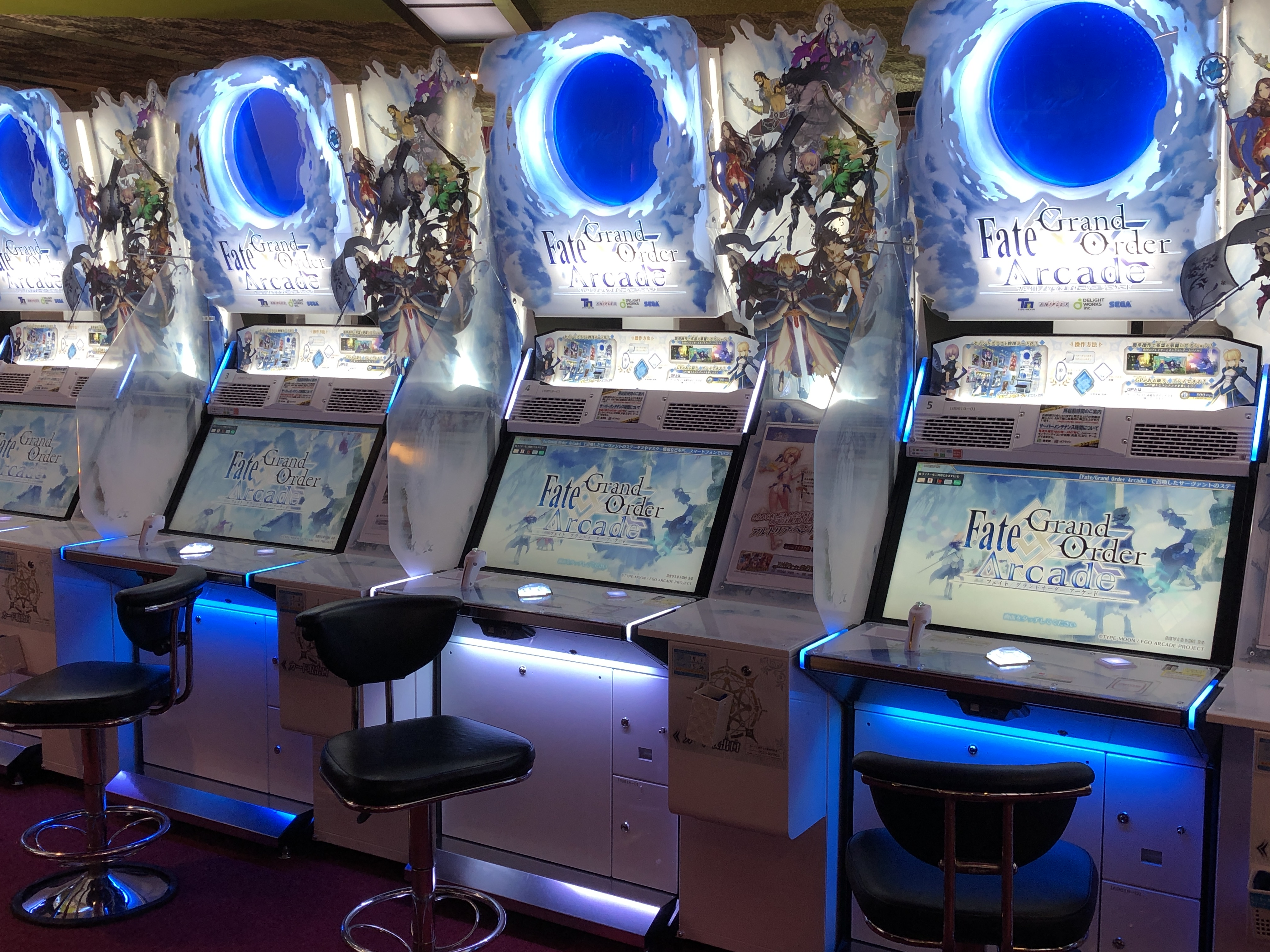
Speelmachines in de arcadehal.

## Plot
De organisatie Chaldea Security berust op experts die het einde van de mensheid in de gaten houden. Dit lijkt te zijn verzekerd voor de komende eeuw, tot dit plots verandert. De oorzaak lijkt te komen door gebeurtenissen in 2004 tijdens de vijfde oorlog om de Heilige Graal.

## Spel
Het spel draait om beurtelingse gevechten waarin de speler, die de rol aanneemt van Meester, krachtige personages ("Servants") moet zien op te bouwen en deze op afroep in het gevecht te sturen. Het uiteindelijke doel van het spel is het winnen van de heilige graal.
De speler kan gebruikmaken van verschillende speelkaarten. Er zijn vier soorten; dienaarkaarten, Craft Essence-kaarten, ervaringspuntkaarten en bestellingskaart. De speler kan maximaal vijf van deze kaarten kiezen. Per team kan men kiezen uit maximaal vijf Servants en een ondersteunende Servant. Slechts drie Servants zijn actief in het gevecht, de rest wacht op de zijlijn.
Alle Servants hebben een klasse. In het gevecht is de klasse en de gebruikte aanval bepalend voor de effectiviteit. Als dezelfde speelkaarten zijn geselecteerd, wordt het effect groter afhankelijk van het geselecteerde kaarttype.
Wanneer de speler een level heeft voltooid, is het gevecht voorbij en gaat het verhaal door.

## Ontvangst
Fate/Grand Order werd positief ontvangen in recensies en was in oktober 2018 wereldwijd ruim 32 miljoen keer gedownload.
In 2017 zorgde het spel wereldwijd voor een omzet van 982 miljoen Amerikaanse dollar, waarmee het op de zesde plek in de lijst van meest winstgevende mobiele telefoonspellen stond.

## Andere media
Het computerspel werd omgezet naar een anime, film en mangaserie.
Een animatiefilm onder de titel Fate/Grand Order: First Order werd in Japan uitgezonden op 31 december 2016. De film is geproduceerd door Lay-duce en geregisseerd door Hitoshi Namba. Een animeserie werd van 5 oktober 2019 tot 21 maart 2020 uitgezonden onder de titel Fate/Grand Order - Absolute Demonic Front: Babylonia.